# Dacryoma album
Dacryoma album är en svampart som beskrevs av Samuels 1988. Dacryoma album ingår i släktet Dacryoma och familjen Nectriaceae.   Inga underarter finns listade i Catalogue of Life.